# Sally Dormits
Samuel Zacharias „Sally“ Dormits (* 2. Oktober 1909 in Rotterdam; † 17. Oktober 1942 ebenda) war ein niederländischer Kommunist. Während des Zweiten Weltkriegs leitete er die Widerstandsgruppe Nederlandse Volksmilitie, seine Festnahme durch die Polizei führte zur Verhaftung hunderter weiterer Widerstandskämpfer.

## Biografie

### Frühe Jahre
Dormits wurde 1909 als Sohn des jüdischen Kaufmanns Mozes Dormits und dessen Frau Kaatje Kapper in Rotterdam geboren, verbrachte jedoch einen Großteil seiner frühen Kindheit mit der Familie in Brasilien. 1915 kehrte er mit seinen Eltern endgültig in die Niederlande zurück und besuchte fortan die Schule in Scheveningen, die Eltern wurden kurz darauf geschieden. Ab 1927 verbrachte Dormits zwei weitere Jahre in Südamerika, wo er sich gerüchteweise einer Gruppe von Aufständischen angeschlossen haben soll. Nach seiner Rückkehr nach Europa wurde er zum Militärdienst eingezogen und heiratete 1931 die Halbjüdin Annette Mary Hartog, mit der er einen gemeinsamen Sohn zeugte. 1936 trat Dormits der kommunistischen Partei CPN bei und engagierte sich fortan bei der Internationalen Roten Hilfe.

### Spanischer Bürgerkrieg
Am 31. Oktober 1937 ging Dormits als Freiwilliger nach Spanien um im dort wütenden Spanischen Bürgerkrieg mit den Internationalen Brigaden auf Seiten der Republikaner zu kämpfen. Dort wurde er zunächst der XI. Brigade zugeteilt, diente später jedoch beim zur XIII. Brigade gehörenden Dimitroff-Bataillon. Hier war er einer Luftabwehrbatterie zugeteilt. Über seine Leistungen im Bürgerkrieg ist wenig bekannt, Vorgesetzte bezeichneten ihn jedoch als „disziplinierten Militär“. Am 22. Februar 1939 kehrte Dormits aus Spanien zurück in die Niederlande.

### Zweiter Weltkrieg
Nach seiner Rückkehr in sein Heimatland handelte Dormits zunächst mit Radioteilen. Nach dem Beginn der deutschen Besatzung der Niederlande im Mai 1940 musste er als Jude und Kommunist mit seiner Verfolgung rechnen. Im Herbst 1941 begann er im Untergrund zu arbeiten und gründete seine eigene Widerstandsgruppe, die Niederländische Volksmiliz (niederländisch Nederlandse Volksmilitie), da ihm die kommunistischen Widerstandsbemühungen rund um die illegale CPN als zu passiv erschienen. Zu diesem Zweck begann er damit, Informationen über mögliche Mitstreiter zu sammeln, die mit ihm im Bürgerkrieg gekämpft hatten. Dazu schrieb er in einem umfangreichen Register zahlreiche persönliche Daten, darunter auch Adressinformationen, nieder.
Neben der Mitarbeit an illegalen Untergrundzeitungen aus dem kommunistischen Umfeld wie De Sirene und De Waarheid verübte Dormits mit der Volksmiliz diverse Anschläge auf Einrichtungen der Besatzungsmacht, die von wechselndem Erfolg gekrönt waren. Während eines versuchten Anschlags auf einen deutschen Versorgungszug kam ein niederländischer Eisenbahnangestellter ums Leben, während der Zug selbst nicht beschädigt werden konnte. Als Strafe für die Aktion richteten die Deutschen fünf niederländische Geiseln hin. Am 13. Oktober 1942 setzten Widerstandskämpfer eine Lagerhalle der Wehrmacht in Brand, bei der Flucht vom Tatort musste einer der Beteiligten, Evert Ruivenkamp, ein Damenrad zurücklassen, das er einige Zeit vorher von Dormits gekauft hatte. Durch die Seriennummer des Fahrrads stellte die Polizei eine Verbindung zwischen dem Brandanschlag und Dormits her, nach dem fortan gefahndet wurde.
Am 17. Oktober wurde Dormits bei dem Versuch verhaftet, eine Damenhandtasche zu stehlen. Dies tat er vermutlich, um an Ausweispapiere für seine jüdische Freundin zu kommen, mit der er seit der Scheidung von seiner Frau einige Monate zuvor gemeinsam in einem Rotterdamer Versteck lebte. In einer Aktentasche führte er eine Pistole mit, die ihm von den Polizisten offenbar nicht abgenommen wurde. Nachdem er im Anschluss auf eine Polizeiwache verbracht wurde, nahm sich Dormits durch einen Kopfschuss selbst das Leben. Bei der Leiche fanden die Ermittler unter anderem einen Kassenbon aus einem Laden in Rotterdam und eine Abholkarte einer Reinigung in der Nähe seines Verstecks.

## Folgen der Verhaftung

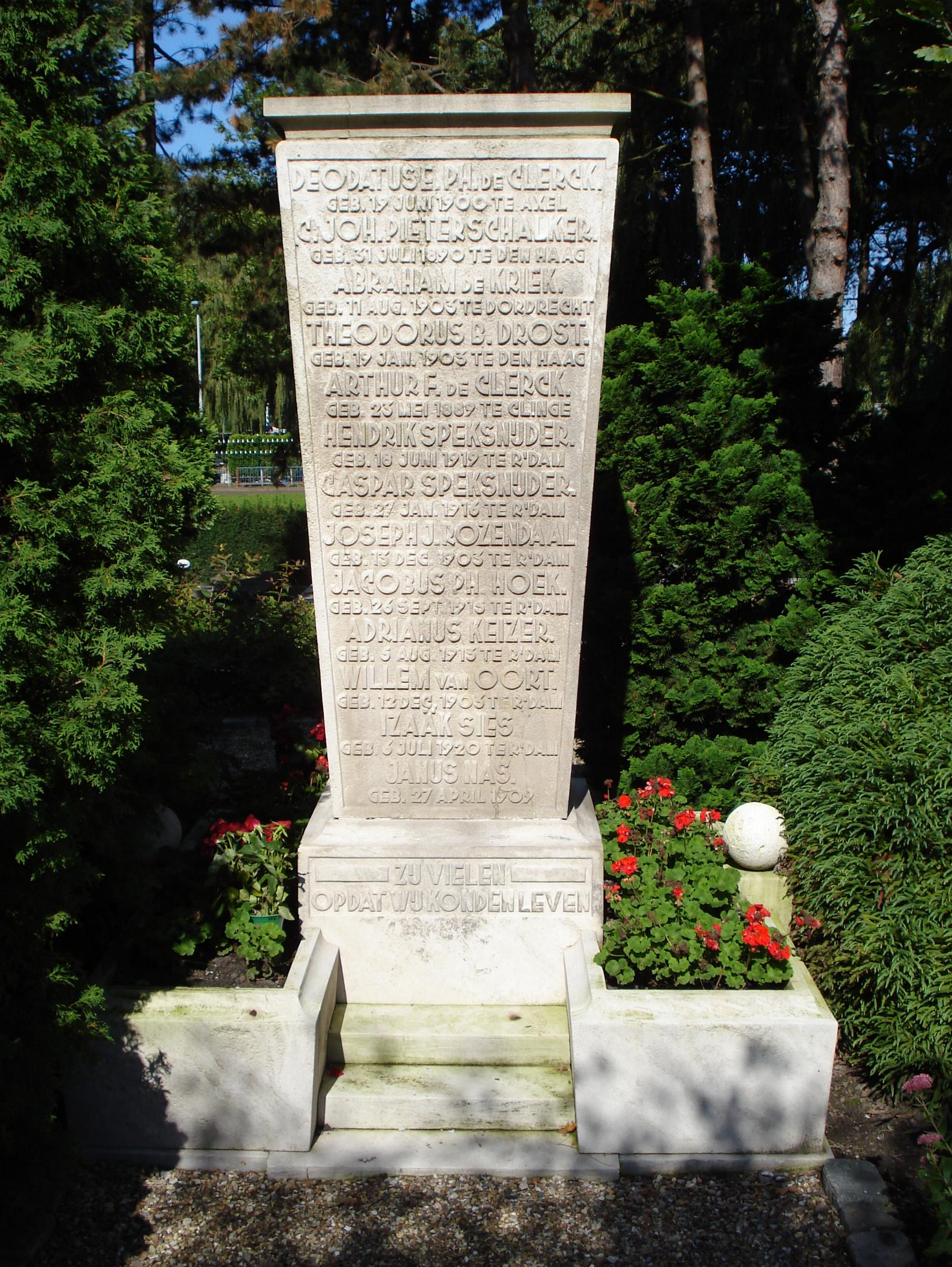
Monument für die Mitglieder der Nederlandse Volksmilitie in Rotterdam

Die bei Dormits gefundenen Dokumente führten die Ermittler zum Hauptquartier der Volksmiliz in der Rotterdamer Bijlwerffstraat 37. Dort wurden neben Chemikalien und Brandbomben auch Ausgaben von De Waarheid sichergestellt. Bei der Razzia wurde außerdem Dormits verschlüsseltes Register mit den Namen und Adressen der Mitglieder der Volksmiliz gefunden. Nachdem die Verschlüsselung kurz darauf geknackt wurde, fielen diese Daten der Polizei in die Hände. Dieser Fund führte zu einer Welle von Verhaftungen in Rotterdam und Den Haag, insgesamt fielen den Deutschen so 221 Widerstandsmitglieder in die Hände, von denen der jüngste erst zwölf Jahre alt war. Nur wenige der Gefangenen wurden im Anschluss wieder freigelassen, ein erheblicher Teil wurde gefoltert und in ein Konzentrationslager verbracht. In 21 Fällen wurde noch in den Niederlanden die Todesstrafe verhängt.